# Nagrada hugo
Nagrada hugo (angleško Hugo Award) se podeljuje vsako leto za najboljše delo oziroma dosežek na področju znanstvene fantastike ali fantazije. Poimenovana je po Hugu Gernsbacku, ustanovitelju prve znanstvenofantastične revije Amazing Stories in se podeljuje vsako leto od leta 1953 dalje (razen 1954).
Nominacije in zmagovalce izberejo udeleženci vsakoletne konvencije Worldcon (World Science Fiction Convention), podelitev je osrednji dogodek konvencije. V praksi glasuje le okoli 700 od več tisoč udeležencev. Izbira zmagovalca poteka v dveh krogih: v prvem, odprtem glasovanju, udeleženci tega in predhodnega Worldcona z glasovnicami po pošti in prek svetovnega spleta nominirajo po pet del oz. posameznikov v vsaki kategoriji. Seštevek določi pet največkrat nominiranih, ki gredo v drugi krog. V njem vsak udeleženec Worldcona na glasovalnem lističu razvrsti teh pet v vsaki kategoriji (oz. več v primeru izenačenja) po preferenci, lahko pa izpusti dela, ki jih ne pozna.
Čeprav je nagrada namenjena tako znanstvenofantastičnim kot fantazijskim delom, v veliki večini zmagajo znanstvenofantastična. Odprt izbor pomeni, da včasih prevlada popularnost nad kvaliteto del, saj le malo ljudi pozna vsa nominirana dela in glasujejo le za tista, ki jih poznajo. To je povzročilo tudi nekaj kontroverznosti v zadnjem času, denimo leta 2004, ko je zmagal Gollumov govor ob prejetju nagrade na MTV Movie Awards za film Gospodar prstanov: Stolpa namesto priznanih epizod iz serij Firefly, Buffy: Izganjalka vampirjev ali Smallvile. Kljub temu so kritiki mnenja, da ljudstvo izbira vsaj toliko kvalitetna dela kot komisija za konkurenčno nagrado nebula, ki jo sestavljajo samo poklicni pisci.
Trofeja ima obliko rakete; njena oblika je v zadnjem času standardizirana, spreminja se le oblika podstavka, ki jo odbor za nagrade izbere vsako leto bodisi neposredno, bodisi v odprtem izboru.

## Zgodovina
Najboljša dela so sicer izbirali na vseh Worldconih od prvega, leta 1939, nagrada pa je bila prvič podeljena na enajstem (imenovanem Philcon II), leta 1953 v Filadelfiji. Sprva je bila podelitev mišljena kot enkraten dogodek in naslednje leto ni odvijala, nato pa se je organizacijski odbor konvencije odločil, da bo podelitev vsako leto. Na začetku je bil uradni naziv Annual Science Fiction Achievement Award (slovensko vsakoletna nagrada za dosežke v znanstveni fantastiki), vendar pa je bila med ljubitelji vedno bolj poznana kot »nagrada hugo«, kot je od leta 1993 tudi uradno ime.
Dela iz kategorije kratkih zgodb so zbrana v seriji antologij The Hugo Winners, ki jo je kot prvi urednik vpeljal Isaac Asimov leta 1962 in v kateri so bile zbrane vse zmagovalne zgodbe do predhodnega leta, ter The New Hugo Winners, ki izhaja od leta 1989 dalje. Danes je urednik Gregory Benford, 4 številke vsebujejo zgodbe, ki so zmagale med letoma 1983 in 1994.

## Kategorije
Do okoli leta 1960 se je večina kategorij spreminjala vsako leto. Od takrat so kategorije v glavnem standardizirane, določa jih statut društva World Science Fiction Society (WSFS), ki organizira Worldcon. To so:
- najboljši roman
- najboljša novela
- najboljša povest
- najboljša kratka zgodba
- najboljša nedomišljijska knjiga (med 1980 in 1998)
  - najboljše sorodno delo (od 1999)
- najboljše dramsko delo (od 1960 do 2002)
  - najboljše kratko dramsko delo (od 2003)
  - najboljše dolgo dramsko delo (od 2003)
- najboljša polprofesionalna revija
- najboljši poklicni umetnik
  - najboljše izvirno umetniško delo (od 1990 do 1996)
- najboljši poklicni urednik (1973 do 2006)
  - najboljši poklicni urednik kratkih zbirk (od 2007)
  - najboljši poklicni urednik dolgih zbirk (od 2007)
    - najboljša profesionalna revija (med 1953 in 1972)
- najboljši fanzin
- najboljši ljubiteljski umetnik
- najboljši ljubiteljski pisec

Pravila dovoljujejo organizacijskemu odboru vpeljavo ene dodatne kategorije vsako leto, ena takih je »najboljša spletna stran« v letih 2002 in 2005.

## Retro hugo
V sredini devetdesetih let so pričeli podeljevati retrospektivne nagrade hugo (okrajšano kot retro hugo) za dela, izdana takrat, ko se na Worldconih nagrada hugo ni podeljevala - med letoma 1939 in '41, 1946 in '52 ter leta 1954. Na Worldcon-u, ki poteka 50, 75 ali 100 let po prvotnem, se lahko izvede izbor tisto leto izdanih del po istem postopku kot za nova dela.
Vendar pa so kritiki mnenja, da je podeljevanje nagrad za toliko desetletij nazaj nesmiselno, zato od leta 1997 retrospektivne nagrade hugo še niso bile podeljene.